# 白木公康
白木公康是一位日本医学学者，千里金兰大学副校长 ，主攻领域为病毒学。

## 简介
1977年3月，毕业于大阪大学医学部，1983年10月，获得大阪大学博士学位。 
1987年，担任大阪大学微生物疾病研究所助理教授。1991年，担任富山医科药科大学医学部教授。2005年10月，富山医科药科大学与富山大学进行了合并重整，白木公康成为富山大学医学院教授，并于2013年至2015年间担任富山大学医学部院长。
2017年3月，白木公康从富山大学退休。2019年4月，成为千里金兰大学的副校长。